# Vitalí Gánchev
Vitalí Konstantinovich Gánchev (en ruso: Виталий Константинович Ганчев) es un antiguo oficial de policía y teniente coronel ucraniano, que se ha desempeñado como jefe de la Administración civil-militar de Járkov en la Ucrania ocupada por Rusia desde el 3 de junio de 2022.
Tras su deserción como militar de la República Popular de Lugansk, pasó a formar parte del Ministerio del Interior de la República Popular de Lugansk y fue jefe del Departamento de Seguridad Económica del raión de Vitovka, en la ciudad de Lugansk.
En junio de 2022, tras la invasión rusa de Ucrania, Gánchev pasó a formar parte de la administración de ocupación rusa, y se convirtió en gobernador del óblast de Járkov, ocupado por Rusia. Este permaneció en el óblast de Járkov hasta octubre, cuando la contraofensiva de Járkov de 2022 le obligó a huir a Rusia.

## Biografía
Vitalí Gánchev nació el 24 de mayo de 1975 en la ciudad soviética de Járkov. En 1990 se graduó en la Escuela n.º 31 y en 2008 en la Academia Nacional de Asuntos Internos. Posteriormente, trabajó para el Ministerio del Interior ucraniano. En 2013, se convirtió en subjefe de policía en el raión de Dergachi, con el rango de teniente coronel.
En 2014, apoyo los disturbios prorrusos de 2014 en Ucrania, y fue buscado por la República Popular de Lugansk para contratarlo como posible colaborador. Según la ONG proucraniana «Myrotvorets», Gánchev se trasladó al óblast de Lugansk en 2014, y se convirtió en el jefe del departamento de seguridad económica en el raión de Zhovtnevyi.

### Invasión rusa de Ucrania
En 2022, tras la invasión rusa de Ucrania, las fuerzas rusas iniciaron la ocupación del óblast de Járkov, con Vitalí Gánchev como responsable de la administración en el asentamiento de Kozacha Lopan. En abril, las autoridades rusas anunciaron su intención de nombrar a Gánchev jefe de la administración del óblast de Járkov ocupado. El 3 de junio, las autoridades prorrusas organizaron una reunión en Kúpiansk y nombraron oficialmente a Vitalí Gánchev gobernador de la administración ocupada. Seis días después, el 9 de junio, el Servicio de Seguridad de Ucrania lo incluyó oficialmente en una lista de personas buscadas por traición y actividades de colaboración.
Durante su mandato como gobernador de facto del óblast ocupado de Járkov, discutió los planes de anexión de los territorios a Rusia. También apoyó la creación de símbolos prorrusos, como una nueva bandera y un nuevo emblema, además de hacer el ruso la lengua oficial del territorio ocupado dentro del óblast.
En septiembre de 2022, el ejército ucraniano llevó a cabo la contraofensiva de Járkov de 2022, que recuperó con éxito la mayor parte de los territorios de la región de Járkov ocupada por Rusia. Las autoridades rusas tras la caída de su cuartel militar establecido en Kúpiansk se trasladaron a Vovchansk el día 8, aunque la ciudad pronto también fue recuperada por las fuerzas ucranias, y Gánchev huyó al óblast de Bélgorod en Rusia. Esto quedó en evidencia cuando apareció en una sesión fotográfica junto con dos funcionarios rusos, Viacheslav Gladkov y Andrey Turchak.
Actualmente la porción que ocupan las fuerzas rusas en el óblast de Járkov se ha ido agrandando debido a la creciente Ofensiva rusa de Kúpiansk, en la cual dichas fuerzas están recuperando lentamente territorio en la parte más oriental del óblast con el objetivo de recuperar la ciudad de Kúpiansk y restablecer su antiguo cuartel militar perdido durante la contraofensiva ucraniana de Járkov. Esta ofensiva de ser exitosa, si se logra capturar la ciudad, servirá a Gánchev como punto de apoyo para poder iniciar un referéndum de adhesión a Rusia.

### Sanciones occidentales
En julio de 2023, el Gobierno británico incluyó a Gánchev en su lista de sanciones por apoyar las acciones rusas en Ucrania.
En febrero de 2024, el Gobierno estadounidense también incluyó a Gánchev en su lista de sanciones por apoyar las acciones rusas en Ucrania.